# Tihange
Tihange (en wallon Tîhondje) est une section de la ville belge de Huy située en Région wallonne, dans la province de Liège.
C'était une commune à part entière avant la fusion des communes de 1977, et qui avait déjà fusionné avec Neuville-sous-Huy en 1953.

## Géographie

### Situation
Tihange se situe en rive droite de la Meuse en aval de Huy et prolonge vers l'est l'agglomération hutoise. Si la plus grande partie de ce gros bourg se trouve au fond de la vallée, certains quartiers se situent plus en hauteur sur le versant sud du fleuve en bordure des bois de Tihange faisant partie de l'Ardenne condrusienne. Plusieurs petits ruisseaux parmi lesquels le ruisseau de l'Homme Sauvage, le ruisseau de Poyoux Sarts et le ruisseau de Bonne-Espérance dévalent les pentes du bois de Tihange avant de traverser le village et de rejoindre la Meuse. Quant à la partie sud de la localité (La Sarte, Les Communes), elle se situe sur la plateau du Condroz.

### Description
Le noyau ancien et central du village s'articule autour de rue du Centre où se trouvent l'église Sainte-Marguerite et le château Poswick. D'autres châteaux entourés de parcs arborés font partie du patrimoine immobilier de Tihange comme le château de La Motte, celui de La Neuville, celui de Bonne-Espérance, le château Bodart (Maison Loumaye), ou encore celui de Fond-l'Évêque occupé par l'institut tibétain Yeunten Ling qui a reçu la visite du dalaï-lama Tenzin Gyatso en 1990, 2006 et 2012.
La partie en bord de Meuse est davantage occupée par une zone commerciale ainsi que par des espaces consacrés au sport. Tihange est aussi connu par les automobilistes pour être un centre d'examen (théorique et pratique) du permis de conduire.
Au nord-est du village a été construite une centrale nucléaire sur les berges de la Meuse en 1969. La centrale comporte trois réacteurs.

## Démographie
- Sources:INS, Rem:1831 jusqu'en 1970=recensements, 1976= nombre d'habitants au 31 décembre

## Patrimoine et culture

### Culture
La République libre de Tihange organise chaque année un carnaval des enfants ainsi qu'une fête de la cerise.

## Galerie

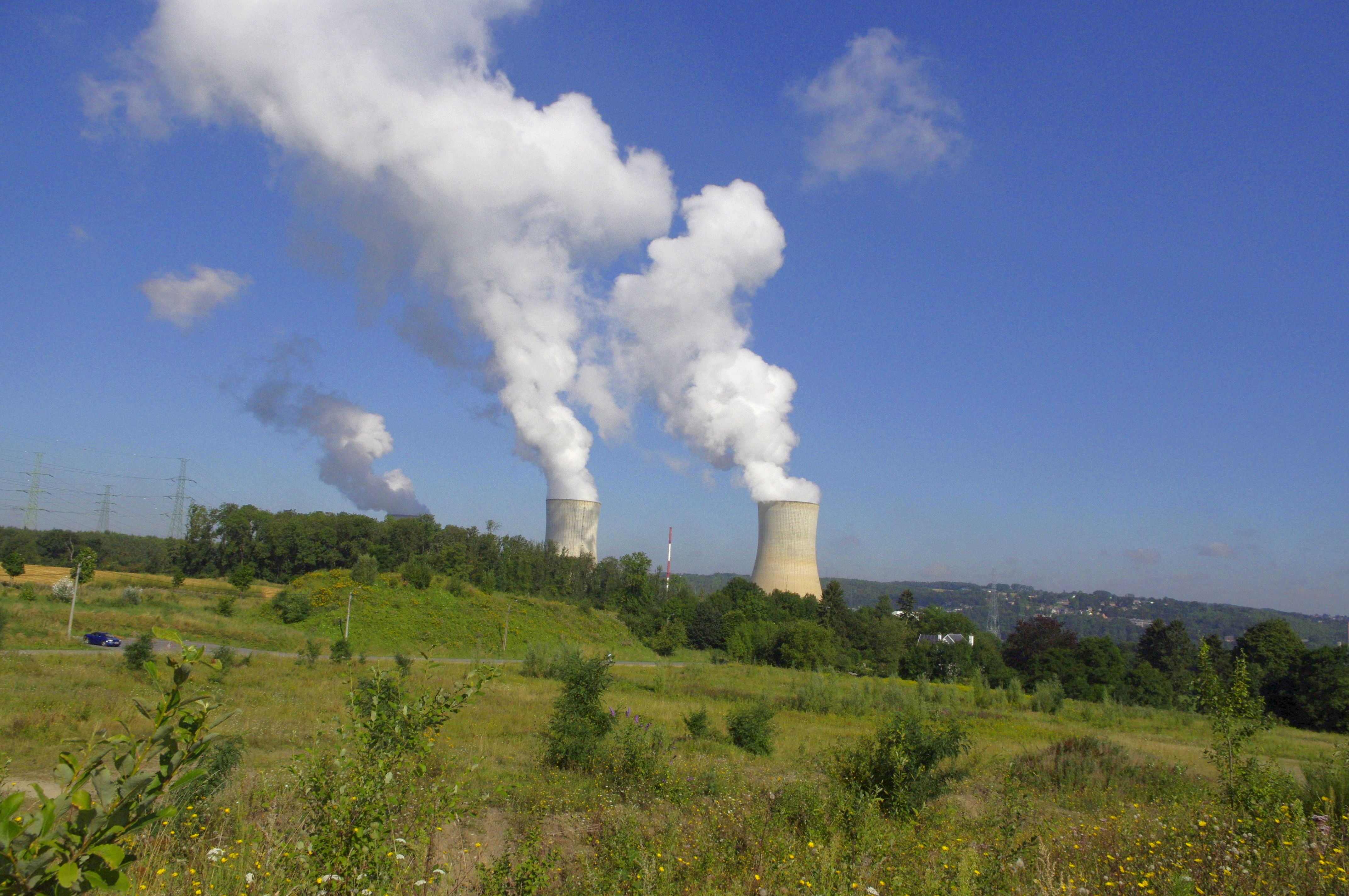
Paysage avec centrale nucléaire.
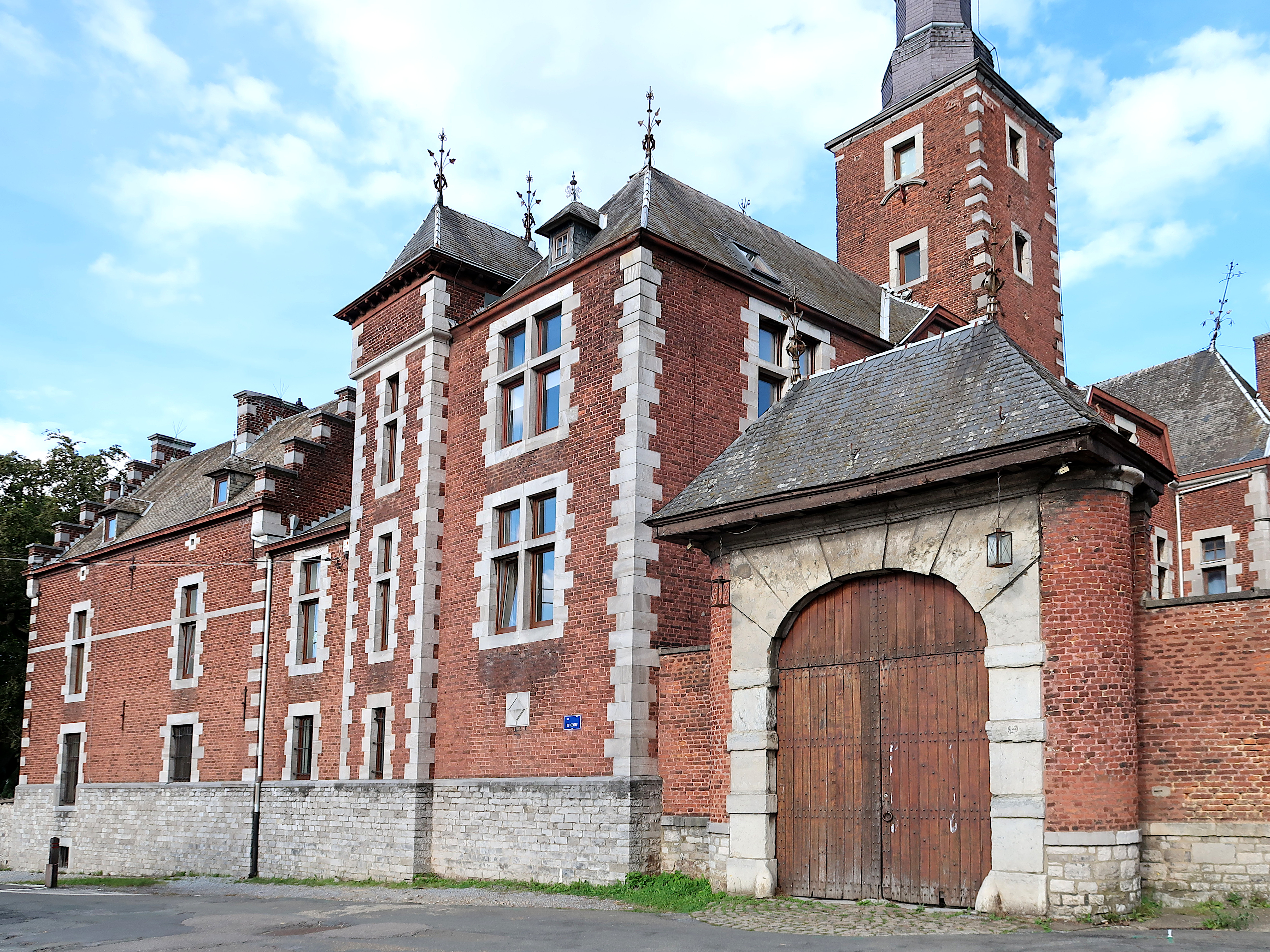
Château de Tihange dont les origines remontent au 12e siècle.
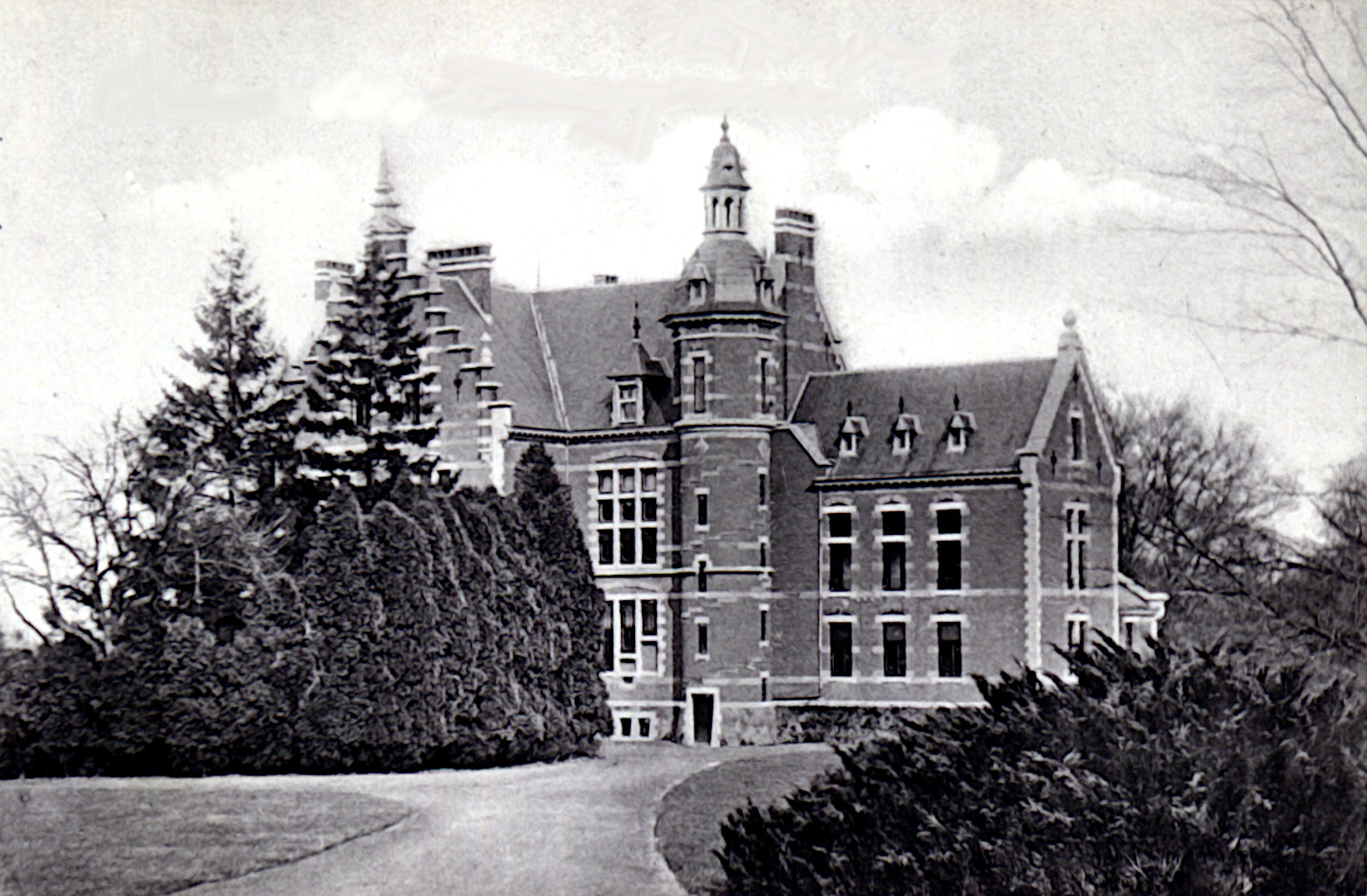
Ancien Château de la Motte en Gée, maintenant en ruine.
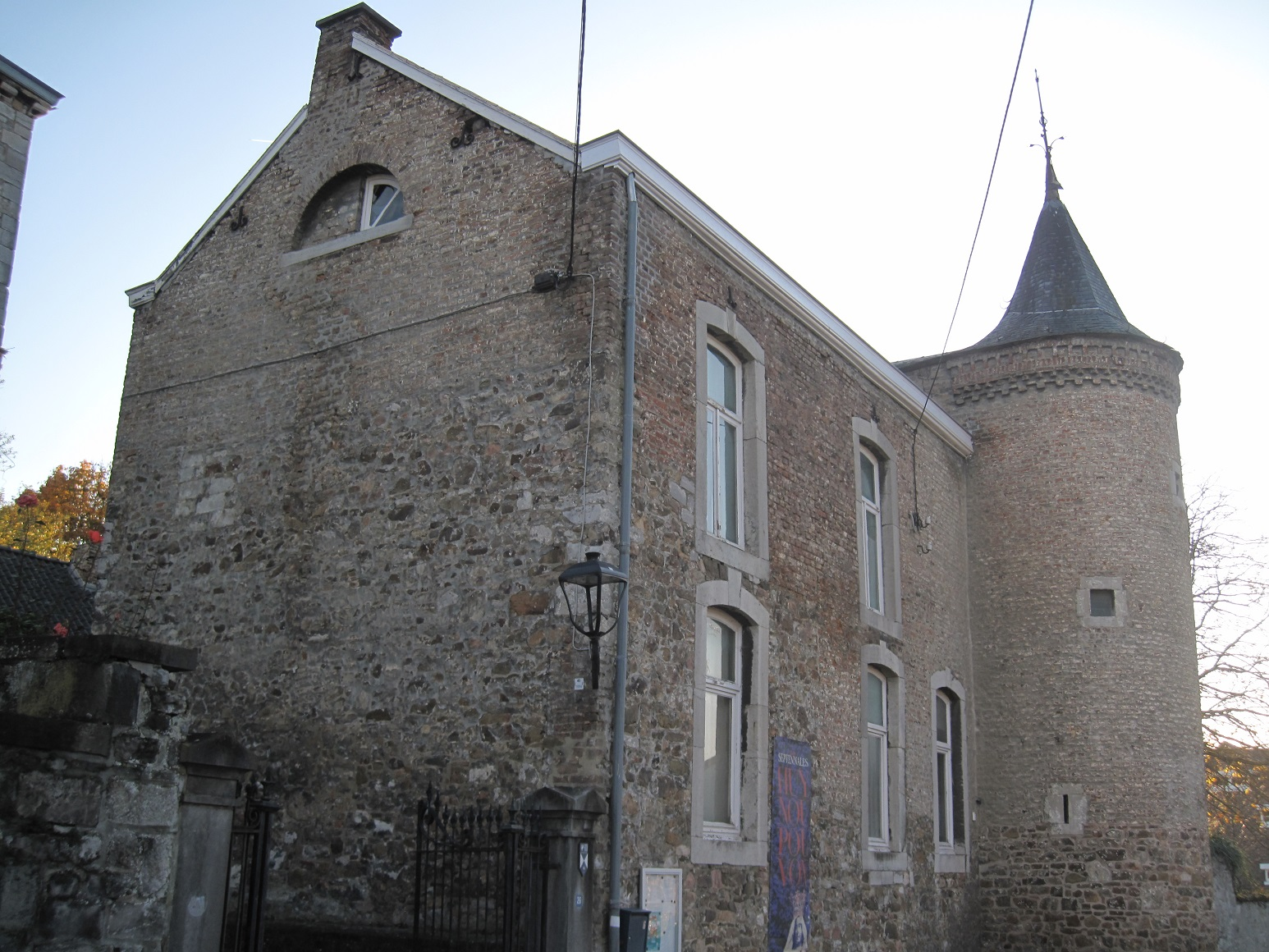
Presbytère construite au 17e siècle.
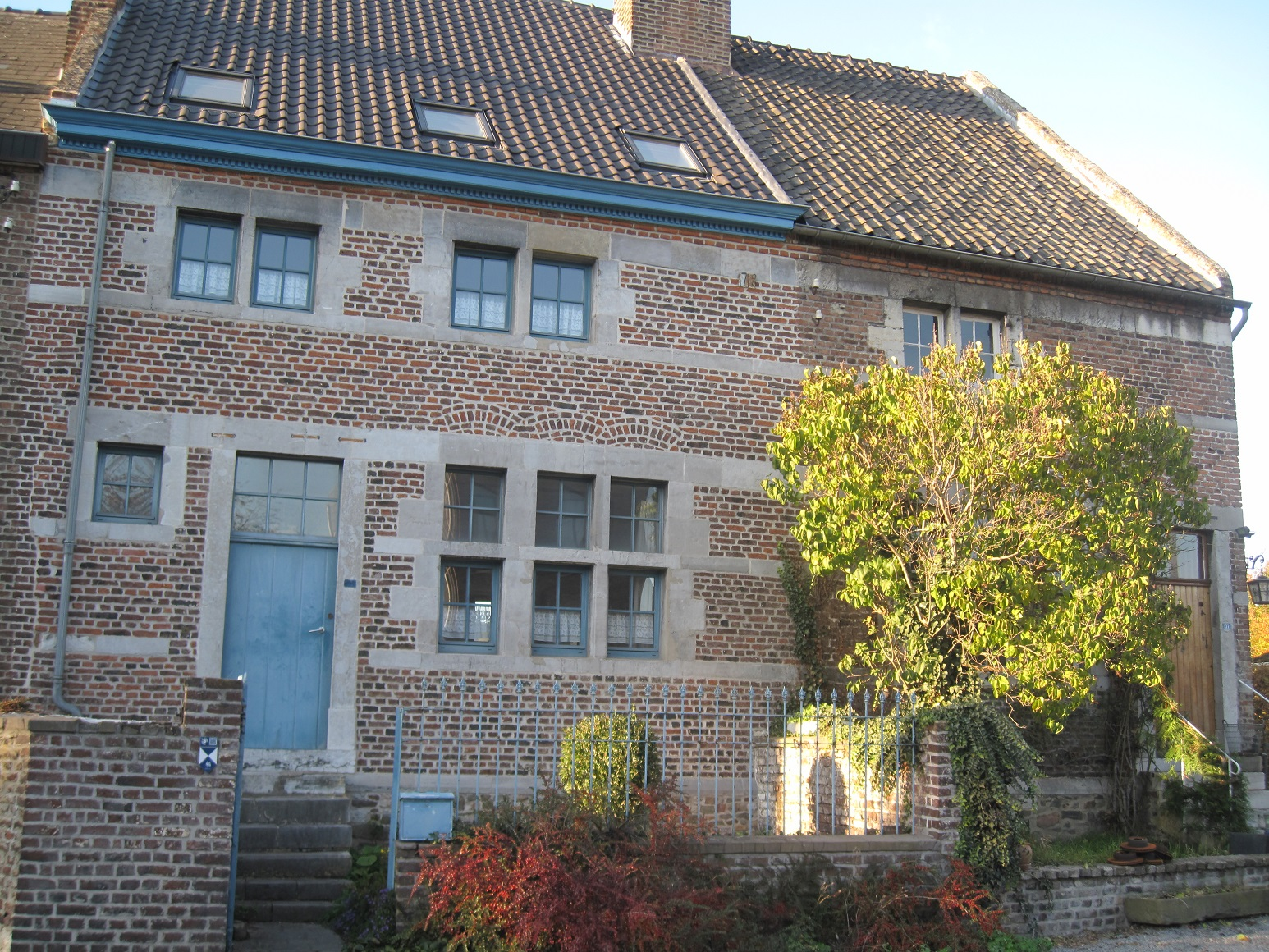
Maisons classées.
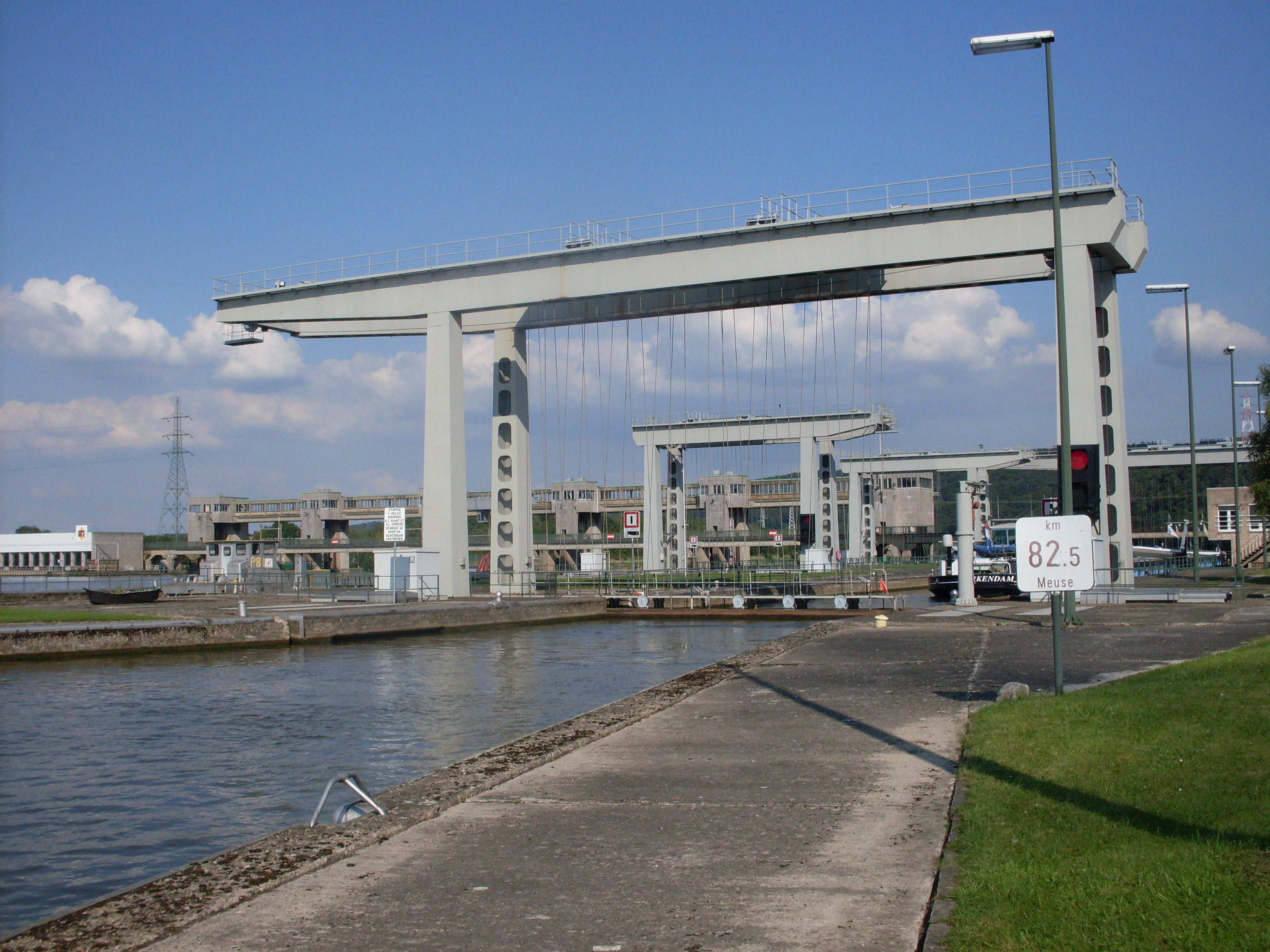
L'écluse Ampsin-Neuville.

## Personnages célèbres
- Jean l'Agneau, cet agriculteur du VIIe siècle choisi à l'époque pour succéder au 24e évêque du diocèse de Tongres-Maastricht, alors que le village s'appelait Tiethantia.